# Wojciech Beydo Rzewuski
Wojciech Beydo Rzewuski herbu Krzywda (zm. przed 2 lutego 1676 roku) – skarbnik drohicki od 1661 roku.
Był elektorem Michała Korybuta Wiśniowieckiego z ziemi drohickiej w 1669 roku. W 1674 roku był elektorem Jana III Sobieskiego z województwa podlaskiego.